# Грамш
Грамш  (алб. Gramshi) је град и општина у Елбасанском округу, у централној Албанији. Област је основана 2015. године када су општине Грамш, Кодовјат, Кукур, Кушов, Љние, Пишај, Порочан, Скндербегас, Суљт и Туњ, формирале једну област. Главни град новонастале области је Грамш. Област има 24,231 становника (процена 2011. год.), а површина области је 739.22 км². Да би се формирала област мора да има преко 8.440 становника по цензусу из 2011. године.

## Етимологија
За време Османског царства а пре Декларације о независности из 1912, носио је име Грамеч (тур. Grameç).

## Историја
Подручје Грамша је било насељено још у античком периоду, што потврђују археолошка ископавања Громила код Церуја.
У средњем веку, ова област је била у поседу војводе Ђорђа Комнина. За време Османског царства, Грамш је био каза унутар Елбасанског санџака у Битољском вилајету.
Од 1912. год. до 1947. год., он је био центар региона Грамш. Након реформе управне поделе, Грамш постаје центар области Грамш, и садржи све важне државне институције. Грамш је добио статус града 10. јула 1960. год. Почетком 1965. год., он постаје општина.

## Економија
Град је био познат по производњи војног наоружања током комунистичког периода. Године 1980-е изграђена је хидроелектрана на реци Девољ, али је престала са радом након смрти комунистичког вође Енвера Хоџе, и почетком транзиционог периода који је почетком 1990-их кулминирао падом комунизма у Албанији.
У октобра 2013. год., због великог дуга, општина је прогласила банкрот.